# گالوپس (آریزونا)
گالوپس (به انگلیسی: Gallups) یک منطقهٔ مسکونی در ایالات متحده آمریکا است که در آریزونا واقع شده‌است. گالوپس ۱٬۲۶۶ متر بالاتر از سطح دریا واقع شده‌است.